# 필석
필석(筆石) 또는 그라프톨라이트(Graptolite)는 고생대의 오르도비스기에 나타난 바다 동물의 일종이다. 필석을 논할 때에는 주로 멸종한 종류들을 대상으로 하여 고생대 생물로 인식되지만, 현생 반삭동물 간벽충(Rhabdopleura)을 현재는 필석아강의 일종으로 인정하는 경우가 많아 멸종한 분류라고 단정지을 수는 없다.
필석 화석은 주로 탄화물질의 얇은 막으로 나온다. 비교적 깊고, 용존산소가 적은 물에서 퇴적된 셰일이나 이암에서 많이 발견된다. 부유성 필석은 물 속을 떠다니기 때문에 분포가 넓고, 또한 종의 분화 속도가 빠르며 화석으로 그 과정이 잘 남기 때문에 표준화석으로 자주 쓰인다. 또한 종류에 따라 먼 바다에 살아 분포가 넓은 종도 있고, 얕은 바다에 살아 분포가 좁은 종도 있다. 이러한 차이가 나는 필석끼리는 시상화석으로도 이용된다.

## 필석 군집
필석은 마치 산호나 이끼벌레처럼 여러 개체가 껍데기로 덮힌 군집을 이루고 산다. 필석 화석은 이 군집 중에서도 껍데기가 남은 것이다.
군집은 하나의 개체에서 시작하는데, 이 개체의 껍데기를 시큘라(sicula)라고 한다. 시큘라의 오목한 쪽으로 마치 꼬리와 같이 가느다란 구조물이 나기도 하는데, 이는 네마(nema)라고 한다.
시큘라의 개체가 번식하면서 그 주위로 개체들이 하나둘씩 생겨나가고, 군집이 형성된다. 하나의 개체가 자리잡고 있는 껍데기를 포벽(theca, 복수형 thecae)이라고 하고, 포벽들이 나란히 이어져 하나의 줄을 이룰 때 그 줄을 스타이프(stipe)라고 한다. 껍데기 속에 사는 각각의 개체는 일종의 줄기(stolon)로 이어져 있다고 생각된다.

## 필석 개체
포벽 안에 살고 있는 하나의 필석 개체는 개충(zooid)이라고 불린다. 필석은 일반적으로 껍데기만이 발견되기 때문에 우리가 필석 개충에 대해 아는 것은 얼마 없다.
화석화된 개충은 1978년 Bjerreskov에 의해 최초로 보고되었다. Bjerreskov는 필석 화석에 X선을 쬐어, 황철석이 포벽 주변으로 응집된 것을 발견했다. 그 학자는 이를 개충의 흔적으로 해석하였다. 그 후로 프시그랍투스(Psigraptus)의 황철석으로 치환된 개충이 1984년에 보고되었다. 여기서는 개충과 개충 사이를 잇는 가는 실과 같은 것이 관찰되었는데, 이는 개체들을 연결하는 줄기로 해석되었다. 줄기의 흔적은 이후 라트비아의 실루리아기 필석 화석에서도 보고되었다.
이처럼 필석의 개충은 화석으로 남은 기록이 아예 없는 것은 아니다. 그러나 개충의 신체 구조를 일일이 파악할 수 있을 정도로 살아 생전의 모습이 온전하게 보존된 것은 없다. 필석 개충의 모델이나 복원도는 대부분 간벽충을 바탕으로 한 것이 현실이다. 멸종 필석의 경우 포벽, 특히 포벽 입구의 형태가 다양하기 때문에 개충의 형태 역시 다양했으리라고 유추할 수 있다.

## 분류
필석아강에는 여러 하부 분류가 있는데, 그 중 대표적인 분류 두 개는 수지목(혹은 덴드로이드, Dendroidea)과 필석목(혹은 그랍톨로이드, Graptoloidea)이다. 수지목은 부착성 생물로, 캄브리아기에서 석탄기까지 화석이 발견된다. 단, Pseudocallograptus cf. salteri와 같은 일부 종은 별도로 부유성 생활을 터득했다고도 생각된다.
필석목은 반대로 물 속을 떠다니는 부유성 생활을 했다. 이들은 오르도비스기에서 데본기까지 화석이 발견된다. 필석목은 수지목 조상으로부터 오르도비스기 초기에 갈라져 나왔는데, 가장 원시적인 필석목인 아니소그랍투스과(Anisograptidae)의 경우 부유성이라고 생각되나 수지목과 유사하게 생겼다. 대체로 나중에 분화되고 번성한 종류일수록 포벽의 형태가 복잡하고, 스타이프의 개수가 적다. 특히 실루리아기와 데본기에 번성한 모노그랍투스과(Monograptidae)의 경우 하나의 스타이프로만 이루어져 있다.

## 한국
대한민국에서는, 고생대 초 캄브리아기-오르도비스기에 형성된 퇴적암 지층 조선 누층군에서 필석의 화석이 발견된다. 한국에서 발견된 필석 화석의 목록은 다음과 같다.
- Adelograptus sp. (영월군 문곡층, 필석류)
- Psigraptus arcticus (영월군 문곡층, 필석류)

## 참고 문헌
1. ↑  Mitchell, Charles E.; Melchin, Michael J.; Cameron, Chris B.; Maletz, Jörg (2013). “Phylogenetic analysis reveals that Rhabdopleura is an extant graptolite”. 《Lethaia》 (영어) 46 (1): 34–56. doi:10.1111/j.1502-3931.2012.00319.x. ISSN 1502-3931.
2. 1 2  Maletz, J. (2014년 6월 9일). “The classification of the Pterobranchia (Cephalodiscida and Graptolithina)”. 《Bulletin of Geosciences》 (영어): 477–540. doi:10.3140/bull.geosci.1465. ISSN 1802-8225.
3. 1 2  “Welcome to Stephen Hui Geological Museum”. 2021년 11월 12일에 확인함.
4. ↑  Bjerreskov, M. (1978). “Discoveries on graptolites by X-Ray studies”. 《Acta Palaeontologica Polonica》 (영어) 23 (4). ISSN 0567-7920.
5. ↑  Rickards, R.B.; Stait, B.A. (1984년 1월 1일). “Psigraptus, its classification, evolution and zooid”. 《Alcheringa: An Australasian Journal of Palaeontology》 8 (2): 101–111. doi:10.1080/03115518408618936. ISSN 0311-5518.
6. ↑  Loydell, David K.; Orr, Patrick J.; Kearns, Stuart (2004). “Preservation of soft tissues in Silurian graptolites from Latvia”. 《Palaeontology》 (영어) 47 (3): 503–513. doi:10.1111/j.0031-0239.2004.00381.x. ISSN 1475-4983.
7. 1 2  Maletz, Jörg (2015년 9월 1일). “Graptolite reconstructions and interpretations”. 《Paläontologische Zeitschrift》 (영어) 89 (3): 271–286. doi:10.1007/s12542-014-0234-4. ISSN 1867-6812.
8. ↑  양승영, 윤철수, 김태완 (2003년). 《한국화석도감》.